# Hochschule Albstadt-Sigmaringen
Die Hochschule Albstadt-Sigmaringen (kurz HSAS, HS-AlbSig; englisch Albstadt-Sigmaringen University)  ist eine Hochschule für angewandte Wissenschaften (HAW) in Baden-Württemberg mit Standorten in Albstadt ⊙ und Sigmaringen ⊙ in den Bereichen Technik, Wirtschaft, Informatik und Life Sciences. Sie ist Gründungsmitglied im 2022 errichteten Promotionsverband der Hochschulen für angewandte Wissenschaften Baden-Württemberg.

## Profil
Die Hochschule ist Mitglied der 2005 gegründeten Hochschulregion Tübingen-Hohenheim mit der Universität Hohenheim und der Eberhard Karls Universität Tübingen sowie den Hochschulen Nürtingen-Geislingen, Hochschule Reutlingen und Rottenburg. Das Ziel dieser Vereinigung ist, bei Projekten in der Infrastruktur, Verwaltung, Forschung und Lehre enger zu kooperieren.
Außerdem ist sie seit mehreren Jahren Mitglied im Verbund Internationale Bodensee-Hochschule.
Aktuell bietet die Hochschule an beiden Standorten insgesamt 20 grundständige Studiengänge mit Bachelor- und Master-Abschlüssen an, hinzu kommen vier onlinebasierte berufsbegleitende Studiengänge. Insgesamt studieren derzeit rund 2.718 Studierende (Sommersemester 2023) in Albstadt oder Sigmaringen.
Neben der Möglichkeit eines herkömmlichen Studiums bietet die Hochschule auch ein sogenanntes Kombi-Studium in den Bereichen Maschinenbau, Material and Process Engineering, Wirtschaftsingenieurwesen, Technische Informatik, IT Security sowie Betriebswirtschaft an. In Kooperation mit Unternehmen aus der Region können Studierende so in nur viereinhalb Jahren eine Ausbildung mit IHK-Abschluss sowie zugleich einen Hochschulabschluss machen. Die praktische Ausbildung erfolgt dabei in den Ausbildungsphasen und parallel zum Studium in der vorlesungsfreien Zeit sowie im Rahmen von Praxissemester und Bachelorarbeit.
Die meisten Studiengänge können als sog. Hybrid-Studium (wahlweise in Präsenz oder über Videokonferenzteilnahme) studiert werden.
Darüber hinaus können sämtliche Studiengänge in individueller Teilzeit studiert werden.

## Geschichte
1971 wurde die Staatliche Ingenieurschule in die Fachhochschule Sigmaringen umgewandelt. Der damalige Diplomstudiengang war „Bekleidungstechnik“. Es folgte der Diplomstudiengang „Ernährungs- und Hygienetechnik“. In den Jahren 1985/86 stellte sich der damalige Fachbereich „Haushalts- und Ernährungstechnik“ die Aufgabe, das Studienangebot der Fachhochschule in Sigmaringen zu verbreitern, um dem Bedarf der Wirtschaft gerecht zu werden und um den Standort zu stärken.

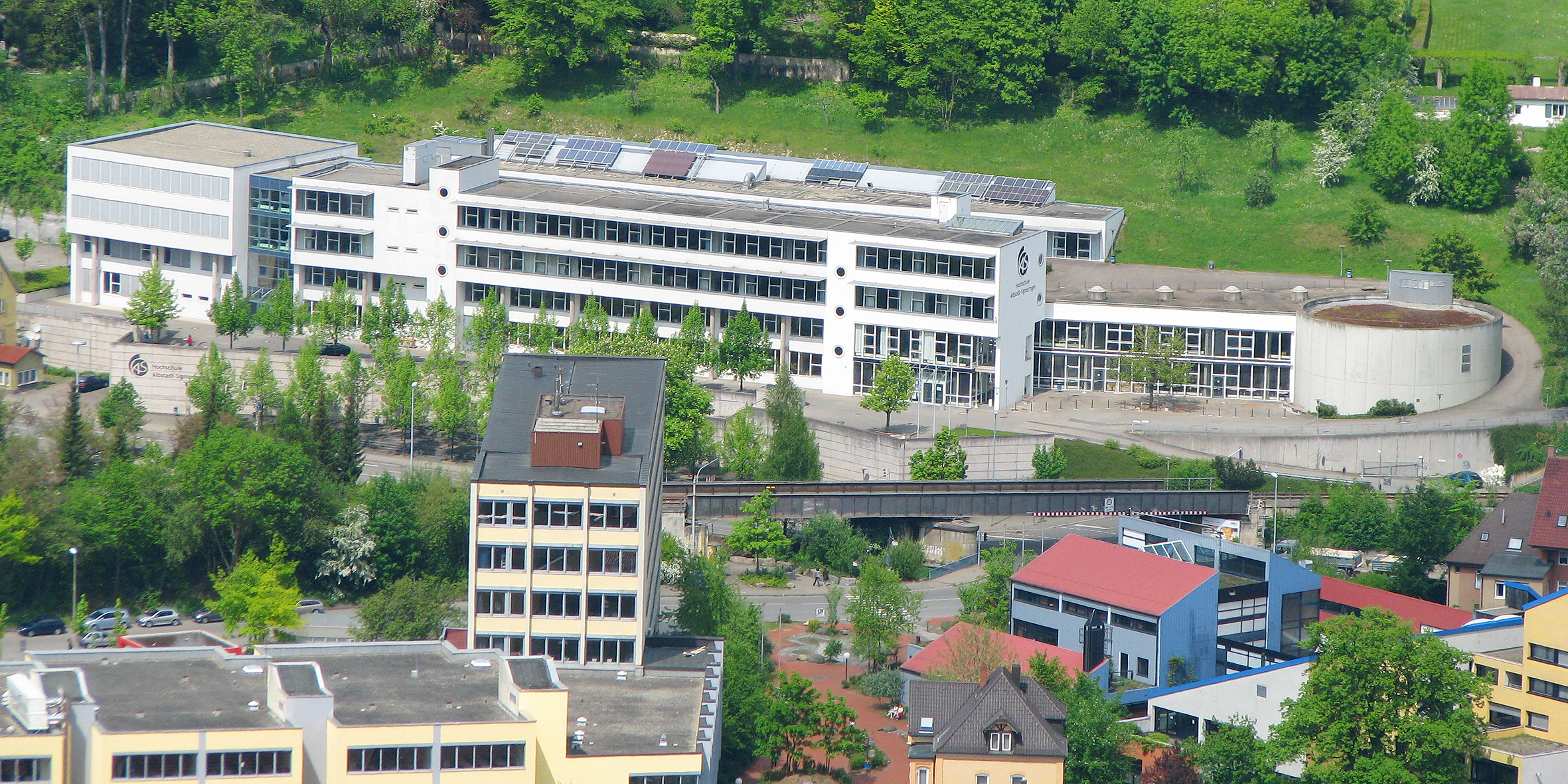
Standort Albstadt, Neubau

Der Antrag der Fachhochschule auf die Einrichtung des Studienganges „Pharmatechnik“ wurde durch Unternehmen der Pharmaindustrie unterstützt, zum Wintersemester 1987/88 wurde er an der Fachhochschule Sigmaringen erstmals in Deutschland angeboten. 1988/89 wurde Albstadt zweiter Standort und es entstand die Fachhochschule Albstadt-Sigmaringen. Die Bekleidungstechnik wurde nach dort verlegt. Weitere Studiengänge kamen in den Folgejahren hinzu. In Sigmaringen wurde mit der Betriebswirtschaft (BWL) ein neuer Fachbereich eingerichtet. Im Zuge der 2004 beginnenden Umstellungen vom Diplom zu Bachelor und Master wurde aus der Fachhochschule Albstadt-Sigmaringen schließlich die heutige Hochschule Albstadt-Sigmaringen.
Beide Standorte bildeten ein differenziertes Studienangebot heraus: In Albstadt entstanden 1989 zusätzlich der Diplomstudiengang „Technische Informatik“ und kurz danach „Maschinenbau“. 1995 kam der Diplomstudiengang „Wirtschaftsingenieurwesen“ dazu. Im Jahr 1999 gingen aus der „Technischen Informatik“ die beiden Diplomstudiengänge „Wirtschaftsinformatik“ und „Kommunikations- und Softwaretechnik“ hervor. Ab Anfang 2005 wurden sämtliche Studiengänge von Diplom auf Bachelor umgestellt. Ein Jahr später entstand mit „Management and Information Systems“ ein neues Masterangebot, gefolgt von einem Master-Studiengang „Systems Engineering“. Am Standort Albstadt startete zum Wintersemester 2014/2015 der Bachelor-Studiengang „Material and Process Engineering“, der eine Mischung aus Verfahrenstechnik und Werkstoffwissenschaft darstellt. Seit dem Wintersemester 2016/2017 bietet die Hochschule außerdem im Rahmen des neu gegründeten „Kompetenzzentrums Master Industrie 4.0“ ein interdisziplinäres Wahlfach- und Vertiefungsangebot für Masterstudierende zum Thema „Industrie 4.0“ an. Beteiligt sind die Masterstudiengänge Maschinenbau, Systems Engineering, Textil- und Bekleidungsmanagement sowie Wirtschaftsingenieurwesen.

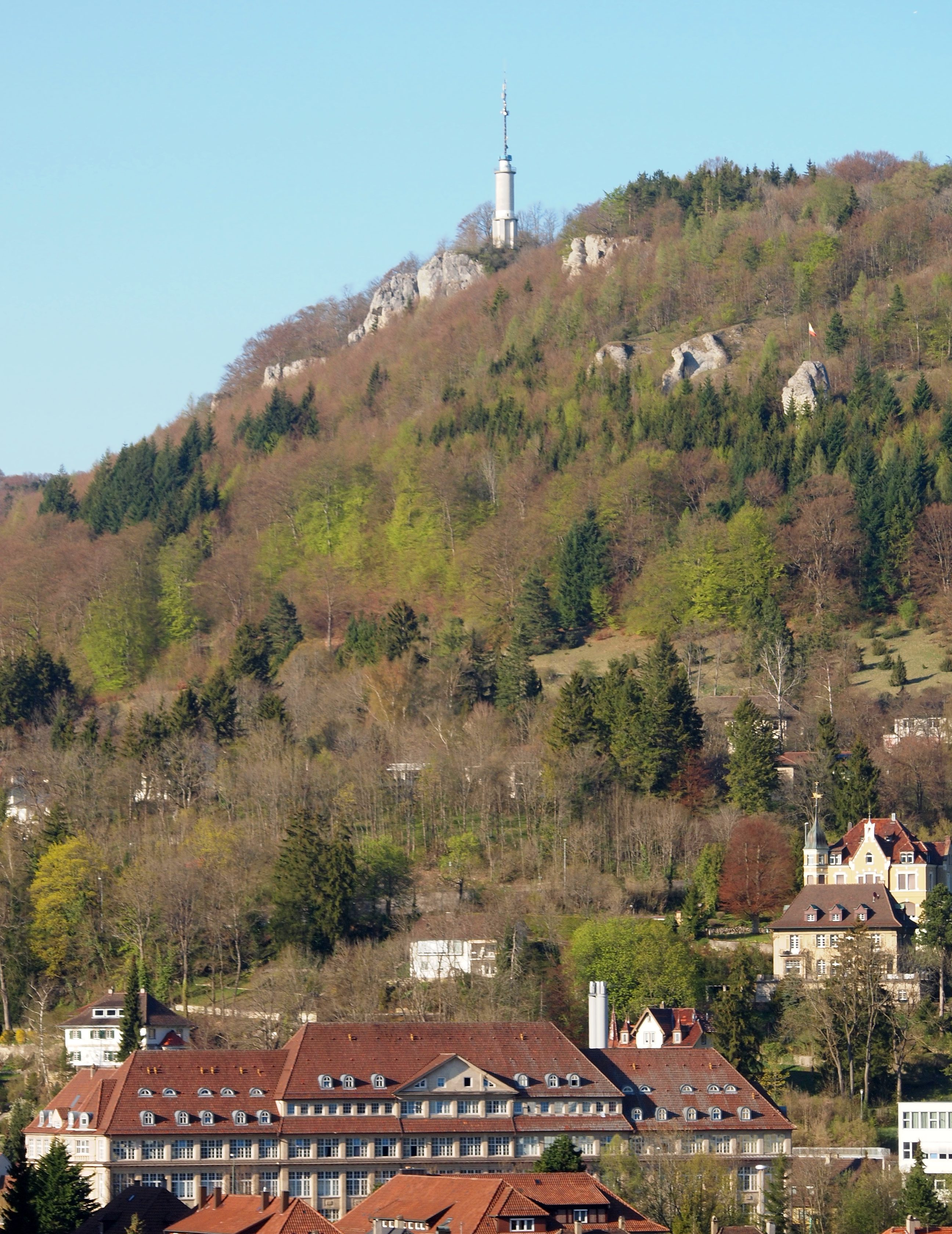
Die ehemalige Fabrik Haux zu Füßen des Schlossberges

In Sigmaringen kam 1998 der Diplomstudiengang „Betriebswirtschaft“, im Sommersemester 2000 der Masterstudiengang „Biomedical Engineering“ und im Wintersemester 2000/2001 der Diplomstudiengang „Facility Management“ hinzu. Zeitgleich mit der Umstellung in Albstadt wurde auch am Standort Sigmaringen das bisherige Studienangebot auf Bachelor umgestellt. Seitdem bietet die Hochschule Albstadt-Sigmaringen am Standort Sigmaringen die Bachelorstudiengänge „Betriebswirtschaft“, „Lebensmittel, Ernährung und Hygiene“, „Pharmatechnik“ und „Facility Management“ an. Neu hinzugekommen sind hier seit 2008 Masterstudiengänge in „Betriebswirtschaft und Management“, „Facility Design and Management“ (inzwischen erweitert und umbenannt in „Facility and Process Design“) sowie „Biomedical Sciences“. Zum Wintersemester 16/17 startete außerdem der Bachelorstudiengang „Energiewirtschaft und Management“.
Im Wintersemester 2012/13 erreichte die Hochschule erstmals die Marke von 3000 Studenten. Zum Start des Wintersemesters 2016/17 studierten insgesamt 3.668 Studierende an der Hochschule. In Albstadt waren zu diesem Zeitpunkt 1.956 Studenten eingeschrieben, in Sigmaringen 1.525, 187 studierten einen berufsbegleitenden Fernstudiengang.

### Gebäude
Beide Standorte sind bei der Zahl der Studierenden annähernd gleich groß, zeigen jedoch unterschiedliche bauliche Bilder.
In Albstadt verteilen sich die Studiengänge auf vier nah beieinander liegende Gebäude, unter anderem eine umgenutzte ehemalige Textilfabrik, sämtlich unmittelbar am Rand der Altstadt des Kernortes Ebingen gelegen. Der Hochschulstandort Sigmaringen zeigt hingegen eine klare Campus-Struktur, gelegen auf einer Anhöhe außerhalb der Stadt.

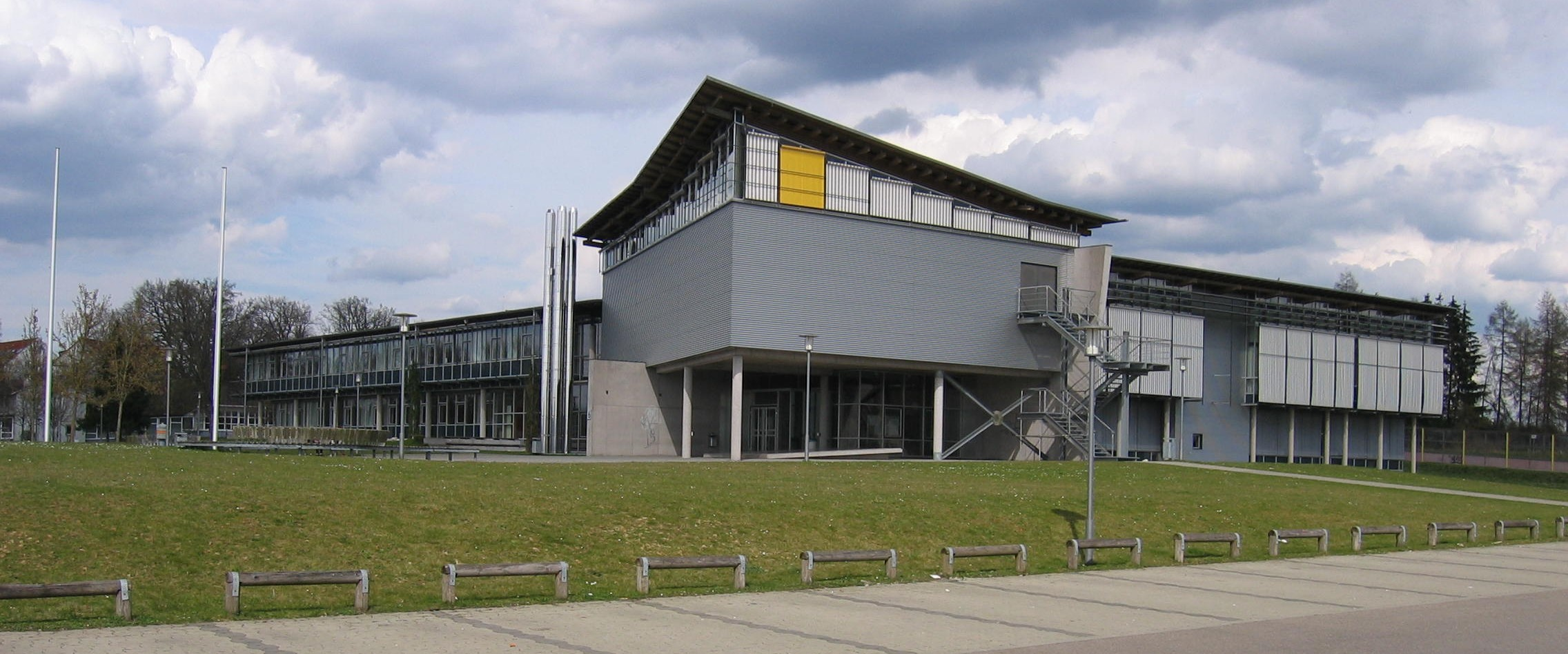
Standort Sigmaringen

Der Landkreis Sigmaringen, Bauträger des Hochschulneubaus in Sigmaringen, erhielt von der Architektenkammer Baden-Württemberg 1995 die „Auszeichnung für Beispielhaftes Bauen“. Mit dem zweiten Erweiterungsbau ist ein klar strukturierter, heller und funktionaler Baukörper in Nord-Süd-Richtung mit 100 Metern Länge entstanden. Zusätzlich zum Erd- und Obergeschoss gibt es ein Hanggeschoss über die Hälfte der Gesamtlänge. Der Hauptzugang führt durch das jetzige Hauptgebäude, den so genannten ersten Erweiterungsbau aus dem Jahr 1995. Es schließt in Erdgeschoss und Obergeschoss an den Neubau an. Der nördliche Ausgang führt auf den Campus, der südliche Eingang zu dem um 66 Plätze erweiterten Parkplatz.
Bereits die Gesamtplanung für die Fachhochschule Anfang der 1990er Jahre sah einen zweiten Anbau vor. Von April 2007 bis März 2009 wurde ein Erweiterungsbau mit 1.980 Quadratmeter Nutzfläche errichtet. Die Baukosten wurden bei der Genehmigung 2002 auf 7,5 Millionen Euro gedeckelt. Für die Innenausstattung stand der Hochschule eine weitere Million Euro zur Verfügung. Bauherr war das Land Baden-Württemberg. Die Planung und Durchführung hat das Architekturbüro Glück und Partner aus Stuttgart vorgenommen. Am 8. April 2009 wurde der Neubau feierlich durch Ministerpräsident Günther Oettinger für die Fakultät Life Science übergeben.
Mit dem Innovcationscampus Sigmaringen und der dort angesiedelten Forschungsfabrik verfügt die Hochschule seit 2021 über großzügige, modernste Laborflächen, die vor allem von der Fakultät Life Sciences genutzt werden.

### Kunst am Bau
Im Rahmen von Kunst am Bau befinden sich in und an dem Hochschulneubau in Sigmaringen mehrere Kunstobjekte, darunter zwei Bilder des Künstlers Johannes Rave („Ohne Titel“, 1993), zwei Bilder der Künstlerin Barbara Ehrmann („Gedankenmaschine I“ und „Gedankenmaschine II“, 1993), die Collage „Studie zu einem Konzept“ (1994), fünf Radierungen von Wolfram Ullrich („Islands“, 1992) und zwei Plastiken von Romain Finke („Zwei Gitter (Rot + Grün)“, 1994).

## Studienangebote
Die Schwerpunkte der Fachhochschule liegen auf vier Gebieten:
- Fakultät Engineering in Albstadt
- Fakultät Business Science and Management in Sigmaringen
- Fakultät Life Sciences in Sigmaringen
- Fakultät Informatik in Albstadt

Die Hochschule Albstadt-Sigmaringen bietet neben Bachelor- und Masterstudiengänge eine kooperative Promotion mit ausgewählten Universitäten an.

### Bachelorstudiengänge
Fakultät Engineering
- Textil- und Bekleidungstechnologie (TEX), Campus Albstadt
- Maschinenbau (MAB), Campus Albstadt
- Digital Technology and Consulting (DTC), Campus Albstadt
- Sustainable Engineering - Nachhaltige Produkte und Prozesse (STE), Campus Albstadt
- Werkstoff- und Prozesstechnik (WPT), Campus Albstadt
- Wirtschaftsingenieurwesen (WIW), Campus Albstadt

Fakultät Business Science and Management
- Betriebswirtschaft (BWL), Campus Sigmaringen
- Energiewirtschaft und Management (EWM), Campus Sigmaringen

Fakultät Life Sciences
- Pharmatechnik (PHT), Campus Sigmaringen
- Lebensmittel, Ernährung, Hygiene (LEH), Campus Sigmaringen (ab Sommersemester 2025 auslaufend)
- Angewandte Ernährungs- und Lebensmittelwissenschaften (AEL), Campus Sigmaringen (ab Sommersemester 2025)
- Smart Building Engineering and Management, Campus Sigmaringen
- Bioanalytik (BIA), Campus Sigmaringen
- Angewandte Biologie - Food and Pharma (ANB), Campus Sigmaringen

Fakultät Informatik
- Technische Informatik (TI), Campus Albstadt
- IT-Security (ITS), Campus Albstadt
- Wirtschaftsinformatik (WIN), Campus Albstadt

### Masterstudiengänge
Fakultät Engineering
- Maschinenbau – Rechnerunterstützte Produkterstellung (MAM), Campus Albstadt
- Wirtschaftsingenieurwesen – Digital Production Management (DPM), Campus Albstadt

- Textil- und Bekleidungsmanagement (TBM), Campus Albstadt
- Wirtschaftsingenieurwesen (Als Schwerpunkte sind verschiedene Vertiefungsrichtungen wählbar: Digital Production Management, Data Engineering & Consulting sowie berufsqualifizierende Zusatzzertifikate), Campus Albstadt

Fakultät Business Science and Management
- Betriebswirtschaft und Management (BWM), Campus Sigmaringen
- IT Governance Risk and Compliance Management (IT-GRC), berufsbegleitender Master-Studiengang (online)

Fakultät Life Sciences
- Biomedical Sciences (BMS), Campus Sigmaringen
- Life Science Engineering (LSE), Campus Sigmaringen
- Life Science Innovation (LSI), Campus Sigmaringen
- Sustainability Studies (SUS), projektorientierter und fakultätsübergreifender Studiengang, Campus Sigmaringen (geblockte Präsenzphasen und online)

Fakultät Informatik
- Digitale Forensik (DF), berufsbegleitender Master-Studiengang (online), Campus Albstadt in Kooperation mit der Friedrich-Alexander-Universität Erlangen-Nürnberg und der Ludwig-Maximilians-Universität München
- Data Science (DS), berufsbegleitender Master-Studiengang (online), Campus Albstadt in Kooperation mit der Universität Mannheim und der Eberhard Karls Universität Tübingen
- Systems Engineering (SE), Campus Albstadt
- Business and Security Analytics (BA), Campus Albstadt

## Unterstützung beim Studieneinstieg

### Schülerstudium
Bereits ab der achten Klasse können interessierte Schülerinnen und Schüler ausgewählte Lehrveranstaltungen besuchen und ECTS-Punkte sammeln.

### Orientierungssemester
Noch unentschlossene Studienanfänger können sich während eines Orientierungssemesters Module aussuchen, die sie interessieren. Die gesammelten Punkte können sie sich bei ihrem anschließenden Bachelorstudium gegebenenfalls anrechnen lassen (ab Wintersemester 2020/21).

### Propädeutikum (Vorkurse)
In Vorbereitungskursen frischen Studienanfänger vor Semesterbeginn ihr Schulwissen in für ihren Studiengang relevanten Bereichen auf.

## Rankings
Im wichtigsten deutschen Hochschulranking des Centrums für Hochschulentwicklung (CHE) wurden beispielhaft für weitere Studiengänge der Hochschule 2022/23 u. a. Studiengänge der Fakultät Life Sciences bewertet. Der Studiengang Bioanalytik erreichte dabei in der Kategorie Angewandte Naturwissenschaften unter 174 Hochschulen/Studiengängen den ersten Platz. Alle weiteren bewerteten Studiengänge der Fakultät erreichten ebenfalls Spitzenplätze unter den ersten 15 % der Gesamtliste.
Von dem Internetportal "StudyCheck" wurde die Hochschule Albstadt-Sigmaringen als die beliebteste Hochschule Deutschlands 2025 ausgezeichnet.

## Angewandte Forschung
Das Institut für Angewandte Forschung (IAF) ist an der Hochschule Albstadt-Sigmaringen die zentrale Koordinierungsstelle der Hochschulforschung. Es fördert die teamorientierte Zusammenarbeit und die Forschungsaktivitäten in den drei Forschungsschwerpunkten der Hochschule:
- DITI – Digitalisierung, IT-Security, Industrie 4.0
- GEB – Gesundheit, Ernährung, Biomedizin
- NESP – Nachhaltige Entwicklung – Smarte Materialien und Produkte

Das IAF hat das Ziel, die vorhandenen forschungsbezogenen Kompetenzen sowohl intern als auch nach außen zu vermitteln. Dabei fördert es eine intensive Zusammenarbeit mit der regionalen Wirtschaft – innovative Ideen können so direkt in zukunftsfähige Produkte umgesetzt werden. Sieben Fachinstitute bündeln die Expertise der Hochschulforscher in thematischen Schwerpunkten – diese sind unter dem Dach des IAF organisiert. In den Instituten werden die Forschungsprojekte und Kooperationen mit Unternehmen organisiert:
- FIW – Fachinstitut für Ingenieur- und Wirtschaftswissenschaften
- InViTe – Institut für in vitro Testsysteme
- KEIM – Institut für Knowledge Engineering and Information Management
- IES – Institut für Echtzeitsysteme und Softwaretechnik
- IRGP – Institut für Rechnergestützte Produkterstellung
- IT-GRC – Institut für Governance, Risk and Compliance
- SPI – Sustainable Packaging Institute

## Partnerhochschulen (Auswahl)
Internationalisierung erfährt die Hochschule Albstadt-Sigmaringen durch Austauschvereinbarungen mit 47 Partnerhochschulen weltweit. Diese sind unter anderem:
- Ingeniería y Arquitectura La Salle, Barcelona, Spanien
- Swinburne University of Technology, Melbourne, Australien
- Universität Montpellier, Montpellier, Frankreich
- Universität Tampere, Tampere, Finnland
- Corvinus-Universität Budapest, Budapest, Ungarn
- Korea University, Seoul, Südkorea
- Multimedia University, Malakka, Malaysia
- Tecnológico de Monterrey, Monterrey, Mexiko
- University of Glamorgan, Trefforest, Vereinigtes Königreich
- University of East London, London, Vereinigtes Königreich
- North Carolina State University, Raleigh, Vereinigte Staaten von Amerika
- Cape Peninsula University of Technology, Bellville, Südafrika

## Förderverein
Der Verein der „Freunde und Förderer der Hochschule Albstadt-Sigmaringen e. V.“ wurde am 4. November 1998 gegründet. Die Neugründung erfolgte durch den Zusammenschluss der „Freunde und Förderer der Fachhochschule Sigmaringen e. V.“ (gegründet am 14. November 1968 als „Freunde der Staatlichen Höheren Fachhochschule Sigmaringen e. V.“) und des „Aufbauvereins für die Fachhochschule Albstadt-Sigmaringen e. V.“ (gegründet am 4. März 1988). Zu den Aufgaben gehört neben der finanziellen Unterstützung der Hochschule der aktive Gedankenaustausch zwischen Theorie und Praxis.